# Bindang
Bindang is een bestuurslaag in het regentschap Pamekasan van de provincie Oost-Java, Indonesië. Bindang telt 3551 inwoners (volkstelling 2010).